# آلتان‌بلاغ (توف)
شهرستان آلتان‌بلاغ (به زبان مغولی: Алтанбулаг сум، [Altanbulag sum]؛ ᠠᠯᠲᠠᠨ ᠪᠤᠯᠠᠭ ᠰᠤᠮᠤ، [altan bulaɣ sumu]) یک شهرستان (سُوم) در مغولستان است که در استان توف واقع شده‌است.

## تقسیمات اداری
شهرستان آلتان‌بلاغ متشکل از ۴ قصبه (باغ) می‌باشد، شامل:
- آرغال (مغولی: Аргал баг، [Argal bag]؛ ᠠᠷᠭᠠᠯ ᠪᠠᠭ، [arɣal baɣ])
- آلتان‌اوبو (مغولی: Алтан-Овоо баг، [Altan-Ovoo bag]؛ ᠠᠯᠲᠠᠨ ᠣᠪᠤᠭ᠎ᠠ ᠪᠠᠭ، [altan obuɣ-a baɣ])
- جامت (مغولی: Замт баг، [Zamt bag]؛ ᠵᠠᠮᠲᠤ ᠪᠠᠭ، [jamtu baɣ])
- سومت (مغولی: Сумт баг، [Sumt bag]؛ ᠰᠤᠮᠤᠲᠤ ᠪᠠᠭ، [sumutu baɣ])